# Бараболкин, Дмитрий Фёдорович
Дми́трий Фёдорович Барабо́лкин (10 октября 1919 — 16 января 1980) — советский офицер, участник Великой Отечественной войны, командир роты 291-го гвардейского стрелкового полка 96-й гвардейской Иловайской Краснознамённой орденов Ленина и Суворова 2-й степени стрелковой дивизии 28-й армии 3-го Белорусского фронта, гвардии старший лейтенант.
Герой Советского Союза (19.04.1945), капитан запаса (с 1946 года).

## Биография
Родился 10 октября 1919 года в посёлке Синельниково (ныне город Днепропетровской области), в семье рабочего. Украинец. Член ВКП(б)/КПСС с 1944 года. Окончил неполную среднюю школу. Работал слесарем локомотивного депо станции Синельниково.
В Красной армии с 1940 года. Участник Великой Отечественной войны с июня 1941 года. В 1943 году окончил курсы младших лейтенантов. Воевал на Сталинградском, Степном, 2-м Украинском и 3-м Белорусском фронтах. После Сталинградской битвы освобождал Украину, Белоруссию, Польшу, участвовал в Восточно-Прусской, Берлинской и Пражской наступательных операциях. Особо отличился в боях на территории Восточной Пруссии.
Рота 291-го гвардейского стрелкового полка 96-й гвардейской стрелковой дивизии 28-й армии 3-го Белорусского фронта под командованием гвардии старшего лейтенанта Бараболкина 13 марта 1945 года одной из первых в дивизии прорвала оборону противника в районе посёлка Ланк (посёлок Ильичёвка Багратионовского района Калининградской области), ворвалась в траншеи и уничтожила более пятидесяти вражеских солдат, а двадцать шесть захватила в плен.
Оправившись от внезапного удара, противник открыл прицельный артиллерийский огонь по позициям роты. 14 марта Бараболкин отправил одно отделение автоматчиков для уничтожения вражеской батареи, а сам, что бы враг сосредоточил своё внимание на действиях роты, повёл остальных бойцов на позиции гитлеровцев. Отделение скрытно вышло в тыл врага, обнаружило батарею и атаковало её. Не ожидавший этого противник, обратился в бегство. Истребив большую часть прислуги, наши воины захватили шесть исправных орудий, тягачи и другое имущество. Развернув орудия в сторону врага, они поддержали огнём наступление роты.
Указом Президиума Верховного Совета СССР от 19 апреля 1945 года за мужество, отвагу и героизм, проявленные в борьбе с немецко-фашистскими захватчиками, гвардии старшему лейтенанту Бараболкину Дмитрию Фёдоровичу присвоено звание Героя Советского Союза с вручением ордена Ленина и медали «Золотая Звезда» (№ 8799).
С 1946 года капитан Бараболкин — в запасе. В 1952—1955 годах вновь в Советской армии. Затем жил и работал в городе Синельниково.
Умер 16 января 1980 года.

## Награды
- Медаль «Золотая Звезда» Героя Советского Союза
- Орден Ленина
- Орден Красного Знамени
- Орден Богдана Хмельницкого 3-й степени
- Орден Александра Невского
- Медали, в том числе:
  - Медаль «За победу над Германией в Великой Отечественной войне 1941—1945 гг.»
  - Юбилейная медаль «Двадцать лет Победы в Великой Отечественной войне 1941—1945 гг.»
  - Юбилейная медаль «Тридцать лет Победы в Великой Отечественной войне 1941—1945 гг.»

## Память
- Именем названа улица в городе Синельниково.